# Franklin López
Franklin Ulises López González (Jinotepe, 16 agosto 1982) è un ex calciatore nicaraguense, di ruolo centrocampista.

## Carriera

### Club
Comincia a giocare nel Diriangén. Nel 2003 si trasferisce al Parmalat. Nel 2004 torna al Diriangén, in cui milita per altri tre anni. Nel 2007 viene acquistato dal Real Estelí.

### Nazionale
Ha debuttato in Nazionale nel 2004. Ha partecipato, con la maglia della Nazionale, alla Gold Cup 2009. Ha collezionato in totale, con la maglia della Nazionale, 22 presenze.

## Palmarès

### Club

#### Competizioni nazionali
- Primera División de Nicaragua: 10

Diriangén: 2004-2005, 2005-2006
Real Estelí: 2007-2008, 2008-2009, 2010-2011, 2011-2012, 2012-2013, 2013-2014, 2014-2015, 2015-2016